# Stanislav Ježek
Stanislav Ježek (Praga, 21 de noviembre de 1976) es un deportista checo que compite en piragüismo en la modalidad de eslalon. Ganó 8 medallas en el Campeonato Mundial de Piragüismo en Eslalon entre los años 2002 y 2011, y 7 medallas en el Campeonato Europeo de Piragüismo en Eslalon entre los años 2005 y 2015.

## Palmarés internacional
| Campeonato Mundial | Campeonato Mundial               | Campeonato Mundial | Campeonato Mundial |
| Año                | Lugar                            | Medalla            | Competición        |
| ------------------ | -------------------------------- | ------------------ | ------------------ |
| 2002               | Bourg-Saint-Maurice (Francia)    | Medalla de oro     | C1 por equipos     |
| 2003               | Augsburgo (Alemania)             | Medalla de bronce  | C1 por equipos     |
| 2005               | Penrith (Australia)              | Medalla de bronce  | C1 por equipos     |
| 2006               | Praga (República Checa)          | Medalla de plata   | C1 por equipos     |
| 2006               | Praga (República Checa)          | Medalla de bronce  | C1 individual      |
| 2007               | Foz do Iguaçu (Brasil)           | Medalla de bronce  | C1 por equipos     |
| 2010               | Liubliana (Eslovenia)            | Medalla de bronce  | C1 por equipos     |
| 2011               | Bratislava (Eslovaquia)          | Medalla de bronce  | C1 por equipos     |
| Campeonato Europeo |                                  |                    |                    |
| Año                | Lugar                            | Medalla            | Competición        |
| 2005               | Tacen (Eslovenia)                | Medalla de bronce  | C1 por equipos     |
| 2006               | L'Argentière-la-Bessée (Francia) | Medalla de bronce  | C1 por equipos     |
| 2008               | Cracovia (Polonia)               | Medalla de plata   | C1 individual      |
| 2009               | Nottingham (Reino Unido)         | Medalla de oro     | C1 por equipos     |
| 2010               | Bratislava (Eslovaquia)          | Medalla de plata   | C1 por equipos     |
| 2011               | Seo de Urgel (España)            | Medalla de bronce  | C1 por equipos     |
| 2015               | Markkleeberg (Alemania)          | Medalla de plata   | C1 por equipos     |